# FASA-Renault

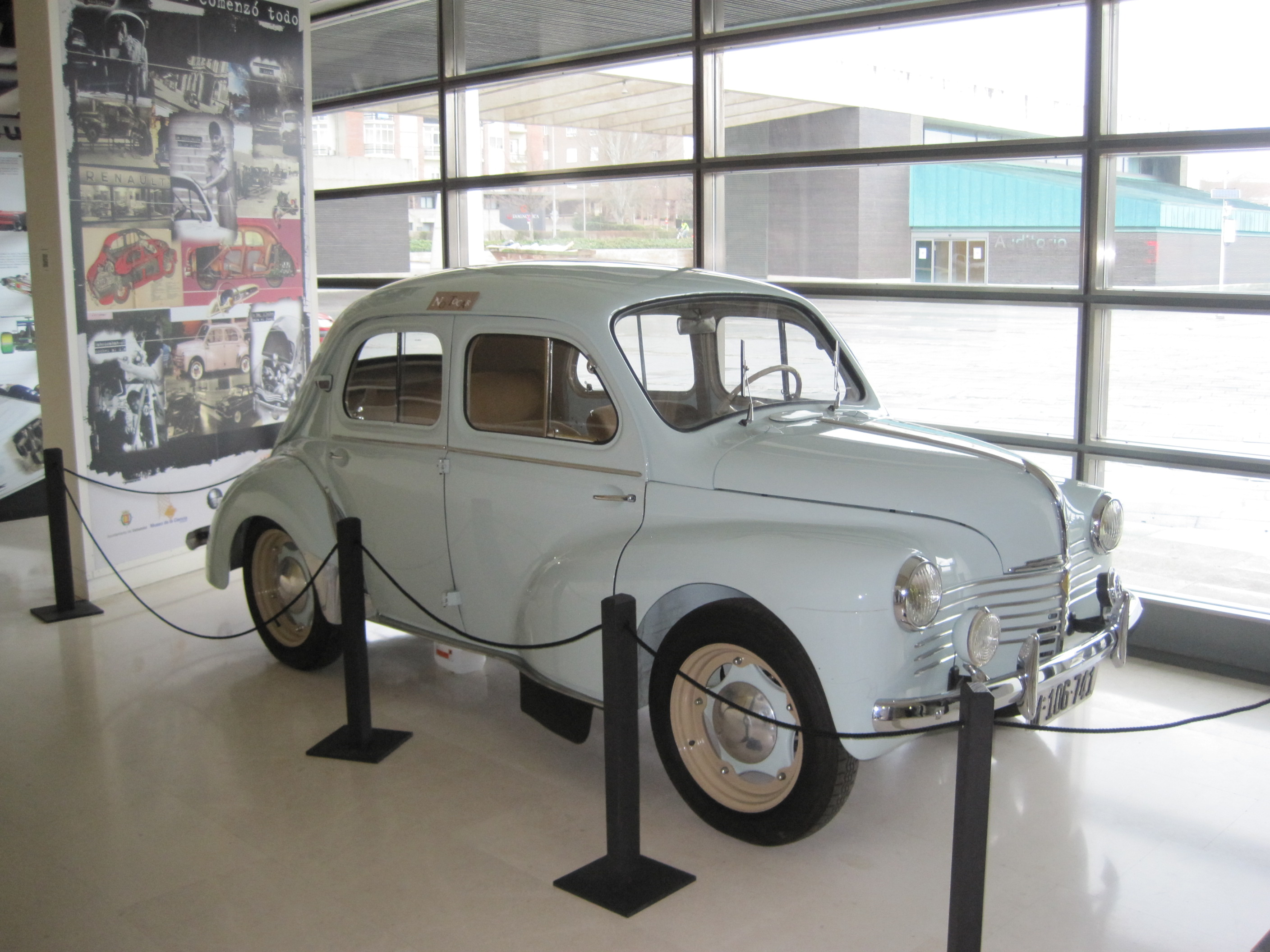
De eerste Renault 4CV geproduceerd door FASA-Renault in de fabriek te Valladolid

FASA-Renault was een Spaanse autofabrikant die van 1951 tot 2000 Renaults en Renault-gebaseerde modellen produceerde. Vanaf 2000 tot heden zijn de fabrieken onderdeel van Renault España.

## Geschiedenis
Het bedrijf werd in 1951 in Valladolid opgericht als FASA (Fabricación de Automóviles Sociedad Anónima de Valladolid) door Spaanse belanghebbenden die een licentie hadden verkregen om de lokale productie van Renault-voertuigen mogelijk te maken. In 1965 verhoogde Renault zijn belang in het bedrijf van 15% tot 49,9% en de bedrijfsnaam werd veranderd in FASA-Renault. Renault mocht in 1976 een belangrijke aandeelhouder worden in het bedrijf en in december 2000 was FASA-Renault volledig in handen van de Renault-groep.

Het grootste deel van het Renault-programma werd geassembleerd in Spanje (Valladolid en Palencia) met uitzondering van de grotere modellen zoals de 20/30 en 25. De Renault 7 die tussen 1974 en 1984 door FASA-Renault werd geproduceerd, is een lokaal ontwikkelde vierdeurs sedanversie van de originele Renault 5 hatchback.

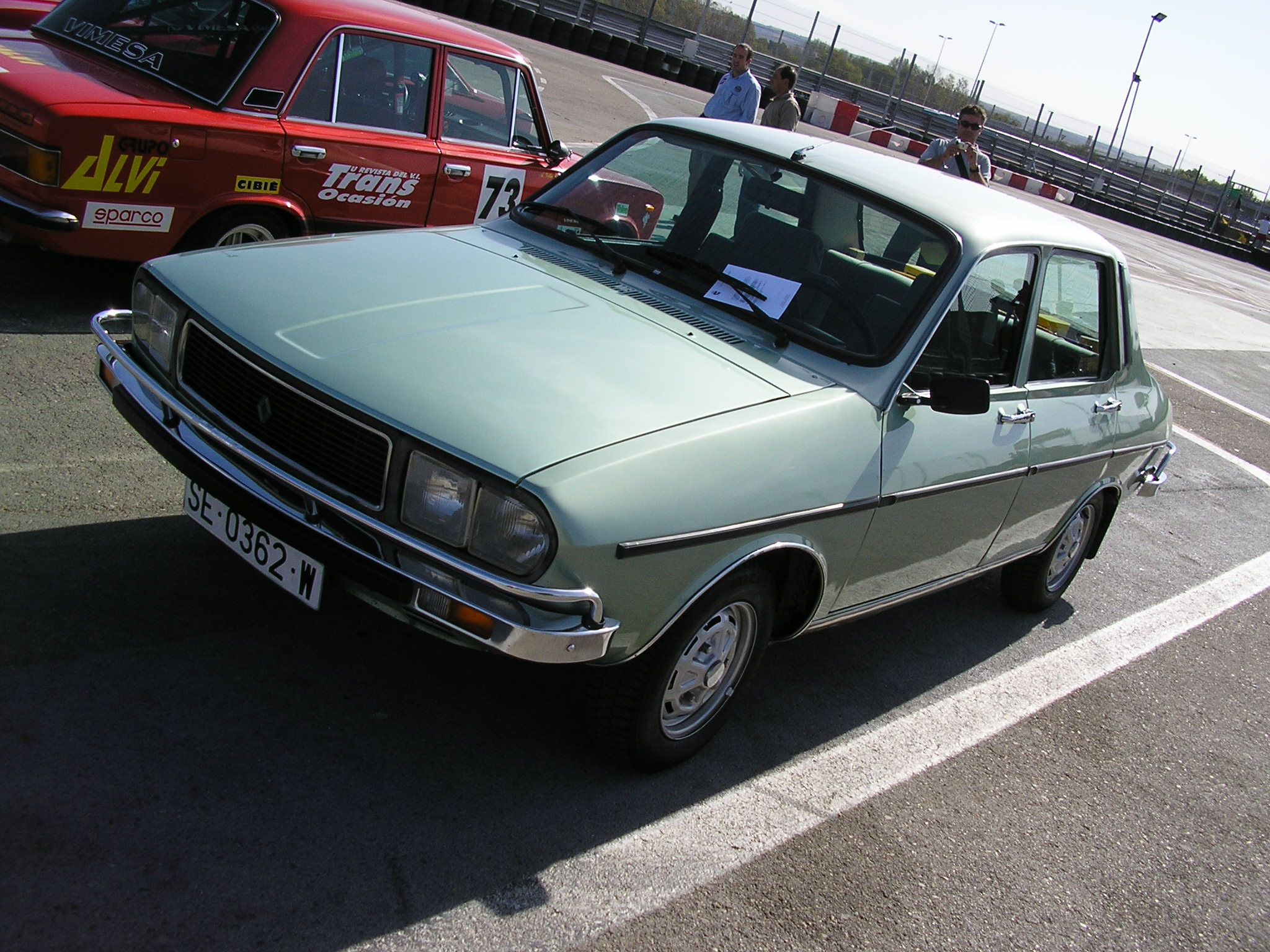
FASA-Renault 12
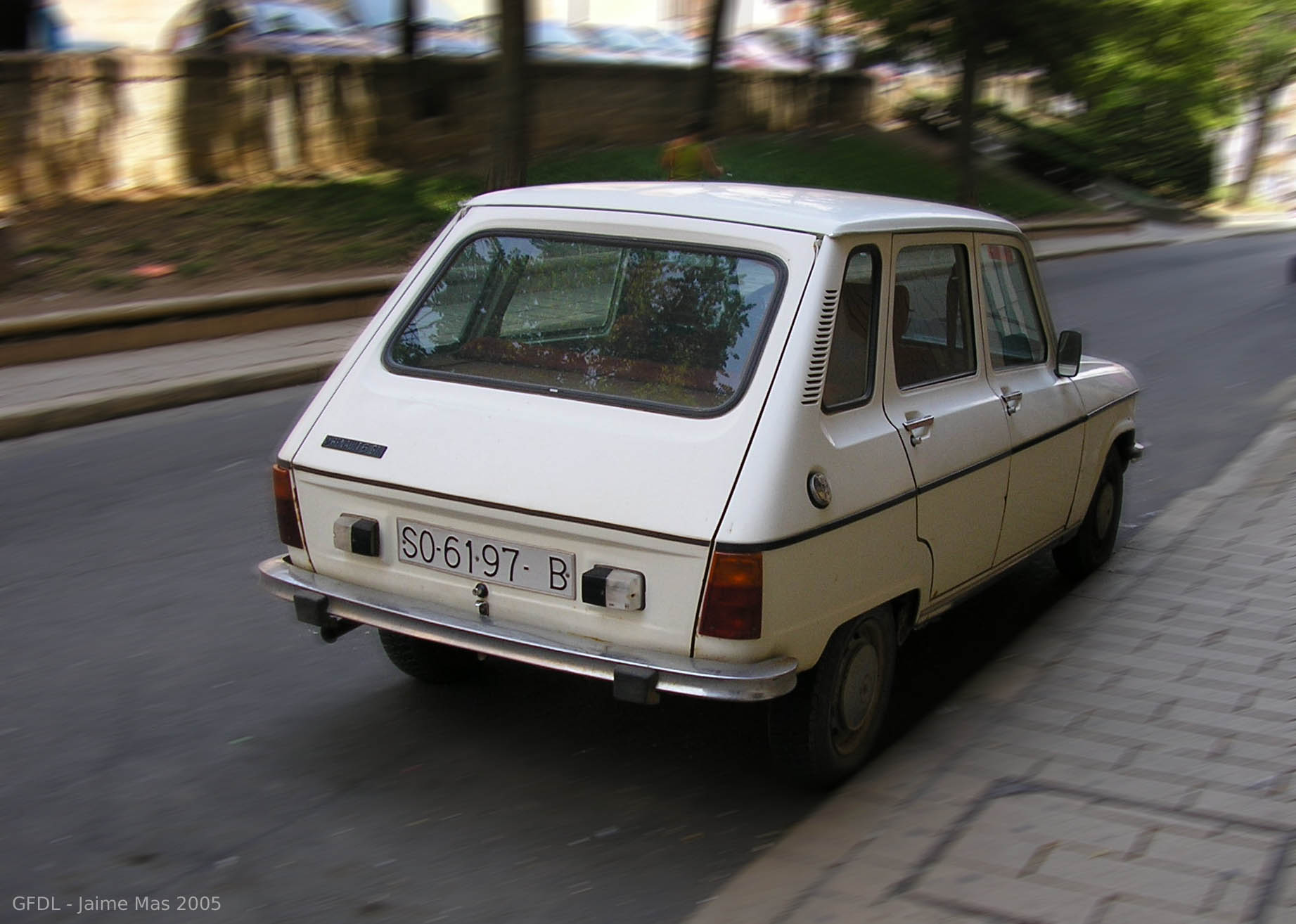
Renault 6
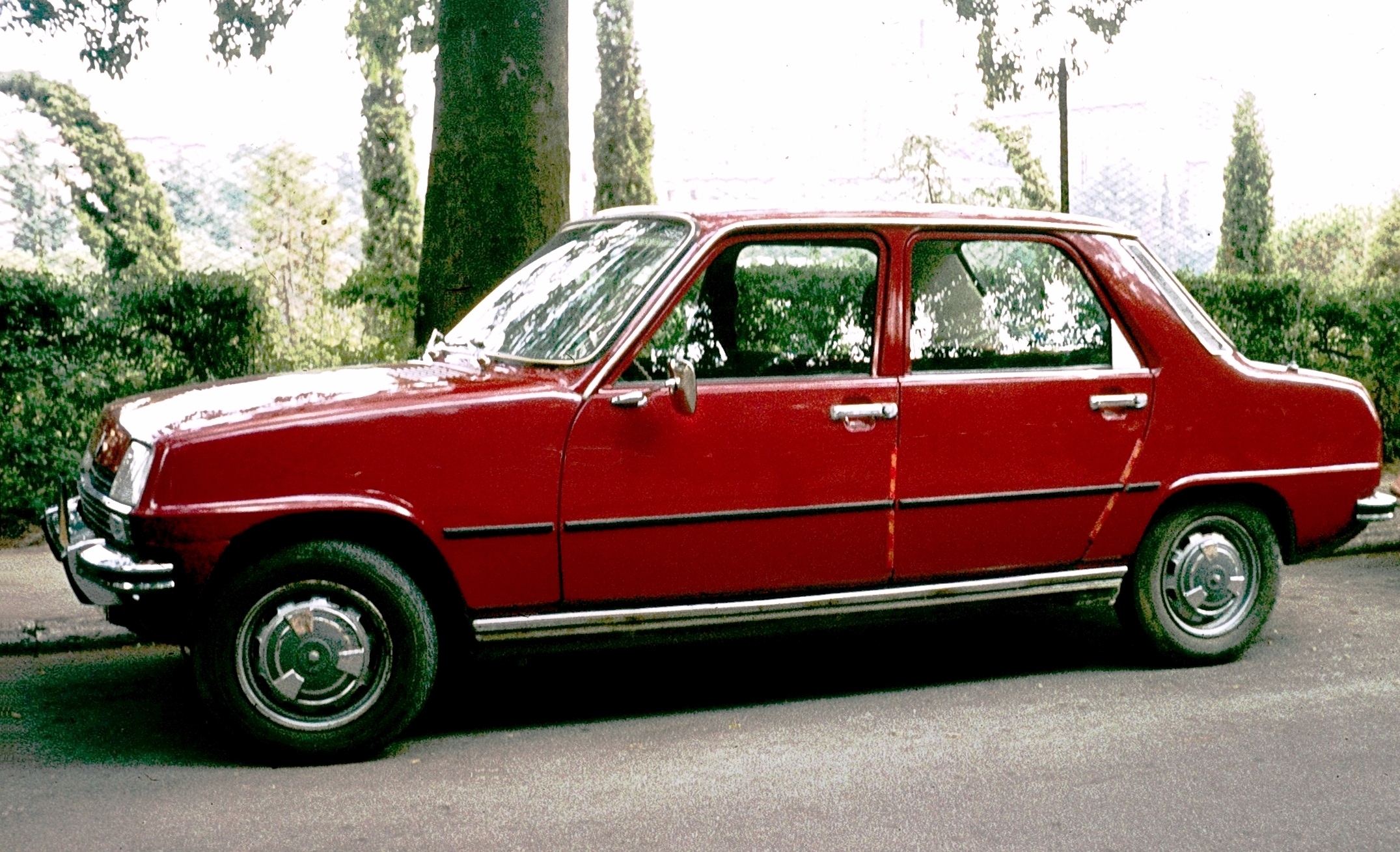
Renault 7
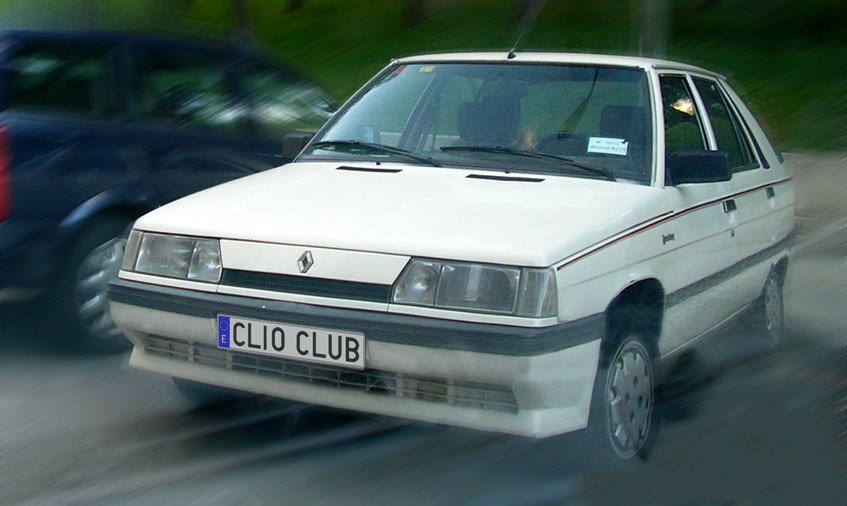
Renault 11 (1981-1989)
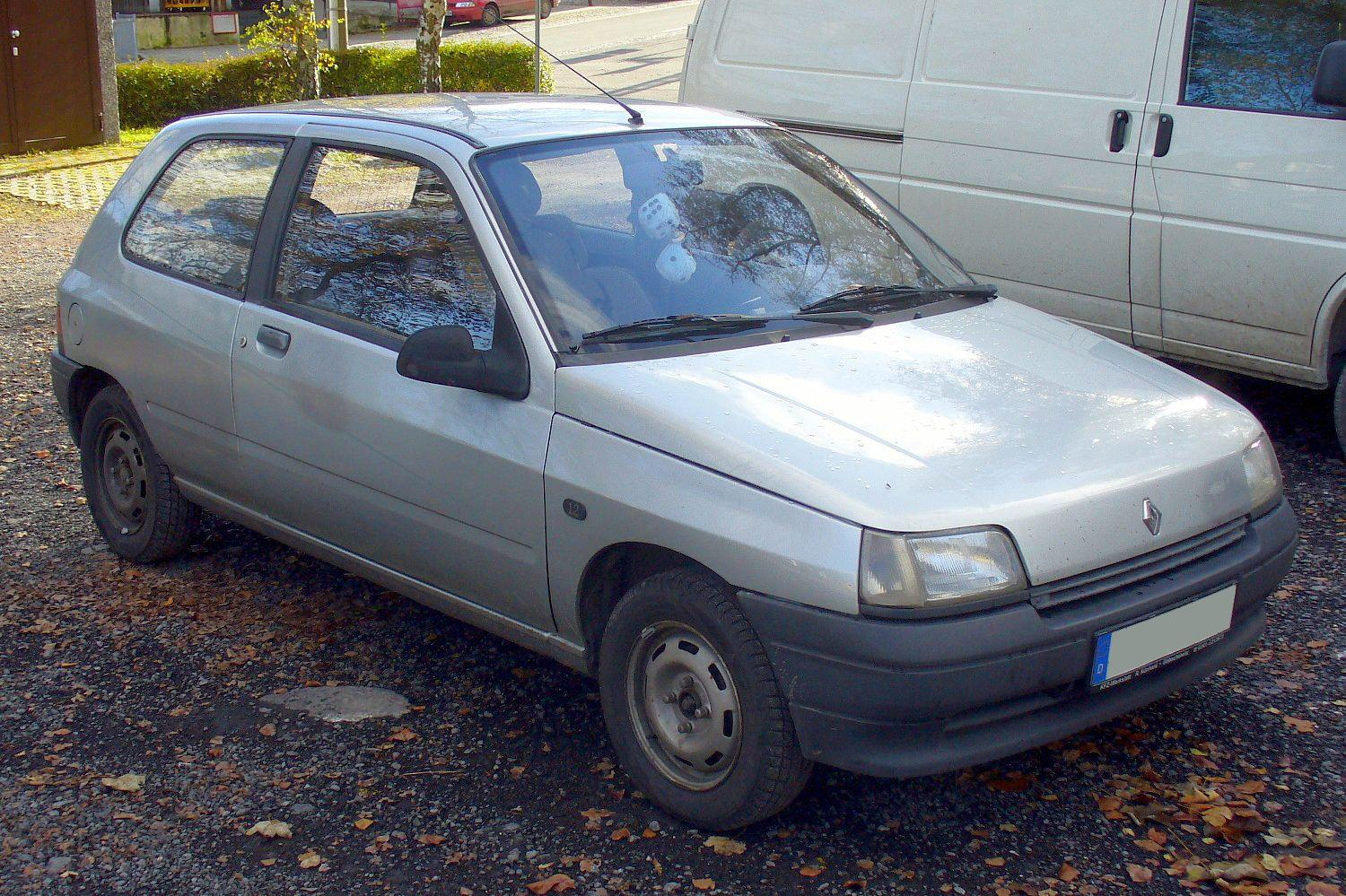
Renault Clio (1990-2014)